# Amanda Coulson
Pour les articles homonymes, voir Coulson.
Amanda Coulson est une boxeuse puis entraîneuse de boxe anglaise née le 15 octobre 1982 à Hartlepool.

## Biographie

### Débuts en boxe
À quatorze ans, en 1997, elle lit un article de journal qui parle de deux jeunes filles de 13 ans prévues pour être les deux premières boxeuses du pays en compétition, Emma Brammer et Andrea Prime,. Curieuse, elle se motive à trouver un club de boxe et commence à pratiquer le sport. Elle est repoussée par plusieurs clubs qui refusent les filles ou invoquent des raisons plus générales, comme l'absence d'un vestiaire féminin, avant d'être acceptée au club des garçons catholiques de Hartlepool. Il faut plusieurs semaines pour que l'entraîneur ne s'intéresse à elle et l'entraîne sérieusement, mais après ces débuts, elle reste seize ans dans ce club.
Elle est peu soutenue par ses parents au début, mais ils comprennent rapidement qu'il ne s'agit pas d'un sport aussi violent qu'ils n'en avaient l'impression.

### Boxeuse compétitive
En 1999, elle participe à sa première compétition et le club est renommé Hartlepool Catholix Boxing Club, enlevant « de garçons » (Boys) de son nom,. Elle voyage d'abord en Irlande puis en Suède, où elle obtient d'excellents résultats et pense pratiquer le sport à haut niveau. Elle se qualifie alors aux championnats d'Europe féminins de boxe amateur 2004, où elle est éliminée au premier tour en deux rounds et où elle comprend que le niveau est très différent d'un pays à l'autre.
En 2010, elle bat Natasha Jonas pour se qualifier aux championnats du monde. En parallèle, elle travaille au standard téléphonique de la police de Hartlepool. Prête à prendre sa retraite, elle décide de continuer quand elle apprend que la boxe féminine fait son entrée aux Jeux olympiques d'été de 2012.
En 2012, elle perd en qualifications des jeux olympiques contre Natasha Jonas, qui obtient le quota britannique. Blessée à une phalange et fatiguée par seize ans de boxe, elle décide d'arrêter sa pratique et de devenir entraîneuse en décembre 2012. À la fin de sa carrière, elle est quatre fois championne anglaise, une fois championne britannique, trois fois médaillée d'argent en championnats de l'union européenne et a des participations à deux championnats du monde AIBA.

### Entraîneuse de boxe
Elle améne une équipe de trois garçons et une fille pour la boxe aux Jeux olympiques de la jeunesse de 2018. La Grande-Bretagne, entraînée pour la première fois par une femme à une compétition olympique, revient avec trois médailles d'or et une de bronze. Elle affirme personnaliser l'entraînement pour chaque personne, plutôt que par sexe.
En janvier 2022, elle est directrice du comité des femmes de l'International Boxing Association et entraîneuse de l'équipe nationale espoirs. En avril, son équipe junior nationale remporte quatre médailles d'or et sept médailles au total aux championnats d'Europe junior. La même année, elle reçoit le prix de la meilleure entraîneuse femme de l'IBA.
En 2024, elle présente le dossier de la championne nationale Cindy Ngamba, qu'elle entraîne, pour l'équipe olympique des réfugiés. Cette boxeuse ne peut pas rejoindre l'équipe du Cameroun, pays où l’homosexualité est considérée comme un crime, ni celle du Royaume-Uni dont elle n'a pas la nationalité,.